# تجمع ام الهور (جيشان)

تعديل مصدري - تعديل

تجمع ام الهور هي إحدى قرى عزلة جيشان بمديرية جيشان التابعة لمحافظة أبين، بلغ تعداد سكانها 96 نسمة حسب تعداد اليمن لعام 2004.